# Troskotovický dolní rybník
Troskotovický dolní rybník je přírodní památka východě od městyse Troskotovice v okrese Brno-venkov na řece Miroslavce. Geomorfologicky náleží Olbramovické pahorkatině. Rozkládá se na katastrálním území Troskotovice, pouze ochranné pásmo zasahuje částečně na katastrální území Vlasatice. Důvodem ochrany je velká druhová diverzita živočišných druhů, vázaných na ekosystém mělké vodní plochy a přilehlé litorální porosty.

## Geologie
Hlubší podloží tvoří vyvřeliny brněnského masivu, překryté karbonátickými sedimenty jurského stáří o mocnosti několik set metrů, nad nimi leží vrstvy písků a písčitojílovitých sedimentů neogénu karpatské předhlubně. Svrchní fluviální, eolické a svahové sedimenty náleží kvartéru.

## Flóra
Břehy kryje souvislý stromový porost, který odděluje rybník od okolní zemědělské krajiny. V pásmu vrbin převládá vrba křehká (Salix fragilis), vrba bílá (S. alba), vrba ušatá (S. aurita) a vrba popelavá (S. cinerea), dále tam roste jasan ztepilý (Fraxinus excelsior), olše šedá (Alnus incana), topol bílý (Populus alba) a třešeň ptačí (Cerasus avium). V keřovém patru bez černý (Sambucus nigra), brslen evropský (Euonymus europaeus) a kalina obecná (Viburnum opulus), v bylinném patru čarovník pařížský (Circaea lutetiana), děhel lesní (Angelica sylvestris), komonice nejvyšší, kostřava obrovská (Festuca gigantea), kozinec cizrnovitý, kruštík širolistý (Epipactis helleborine), nadmutice bobulnatá a popenec obecný (Glechoma hederacea), z vodních rostlin jsou zastoupeny např. lakušník okrouhlý, okřehek malý a šejdračka bahenní.

## Fauna
Ornitologický průzkum v roce 2015 zjistil 19 hnízdících zvláště ohrožených druhů ptáků a dalších 56 hnízdících druhů. Celkem bylo zjištěno 94 druhů ptáků. Zvláště chráněné hnízdící druhy zastupuje orel mořský (Haliaeetus albicilla), holub doupňák (Columba oenas), chřástal vodní (Rallus aquaticus), rákosník velký (Acrocephalus arundinaceus), sýkořice vousatá (Panurus biarmicus), zrzohlávka rudozobá (Netta rufina), žluva hajní (Oriolus oriolus), cvrčilka slavíková (Locustella luscinioides), kopřivka obecná (Anas strepera), lejsek šedý (Muscicapa striata), moták pochop (Circus aeruginosus), moudivláček lužní (Remiz pendulinus), potápka malá (Tachybaptus ruficollis), potápka roháč (Podiceps cristatus), slavík obecný (Luscinia megarhynchos), strakapoud prostřední (Dendrocopos medius) a ťuhýk obecný (Lanius collurio). Z dalších hnízdích ptáků je to bukač velký (Botaurus stellaris) a husa velká (Anser anser). Obojživelníky zastupuje kuňka obecná (Bombina bombina), rosnička zelená (Hyla arborea), blatnice skvrnitá (Pelobates fuscus), ropucha obecná (Bufo bufo), ropucha zelená (Bufo viridis), skokan štíhlý (Rana dalmatina), skokan ostronosý (Rana arvalis) a skokan skřehotavý (Rana ridibunda). Za zmínku stojí i vzácnější vlhkomilné druhy střevlíkovitých brouků – Dyschirius chalybeus gibbifrons, Bembidion doris, Agonum lugnes, Chlaenius tristis, Oodes gracilis, Badister unipustulatus, Demetrias atricapillus, Paradromius longiceps a další.